# سائوبر سی۱۸
سائوبر سی۱۸ (انگلیسی: Sauber C18) خودرویی بود که تیم سائوبر فرمول یک در فصل ۱۹۹۹ فرمول یک با آن رقابت کرد. رانندگی توسط ژان آلسی، در دومین سال حضور در این تیم، و پدرو دینیز، که جانشین جانی هربرت وابسته به استوارت بود، انجام شد. سائوبر سی۱۸ همچنین اولین خودروی ساخت سائوبر بود که گیربکس هفت سرعته داشت. جانشین این خودرو سائوبر سی۱۹ بود.

## ویژگی‌های فنی
مدیر فنی توسعه این خودرو لئو رس بود.
این خودرو مجهز به موتور SPE-03A-V10 موتور تنفس‌طبیعی ساخته پتروناس بود  ، با حجم ۲۹۹۸ سانتی متر مربع و زاویه سیلندر ۸۰ درجه. وزن آن در حدود ۱۲۰ کیلوگرم بود و قدرت آن در حدود ۵۸۹ کیلو وات (۷۹۰ اسب بخار) در ۱۶۵۰۰ دور در دقیقه بود. گیربکس خودرو ۷ سرعته بود.
سیستم‌تعلیق خودرو سیستم چرخ دو محور مهره دار در جلو و عقب با فنرهای داخلی و کمک فنرها بود که توسط میله های فشار کار می کرد. لاستیک‌های خودرو توسط بریجستون و سوخت خودرو توسط پتروناس تامین می‌شد. 